# Нова Воля (Радомський повіт)
Нова Воля (пол. Nowa Wola) — село в Польщі, у гміні Єдлінськ Радомського повіту Мазовецького воєводства.
Населення — 56 осіб (2011).

## Демографія
Демографічна структура станом на 31 березня 2011 року:
|          | Загалом | Допрацездатний вік | Працездатний вік | Постпрацездатний вік |
| -------- | ------- | ------------------ | ---------------- | -------------------- |
| Чоловіки | 26      | 8                  | 13               | 5                    |
| Жінки    | 30      | 10                 | 13               | 7                    |
| Разом    | 56      | 18                 | 26               | 12                   |